# Поповский сельский совет (Конотопский район)
Поповский сельский совет (укр. Попівська сільська рада) — входит в состав
Конотопского района
Сумской области
Украины.
Административный центр сельского совета находится в 
с. Поповка
.

## Населённые пункты совета
- с. Поповка
- с. Селище
- с. Тулушка

## Ликвидированные населённые пункты совета
- с. Ровчаки